# Moanda (Gabun)
Moanda (auch Mouanda) ist eine Stadt in der Provinz Haut-Ogooué im Südosten Gabuns. Mit rund 59.154 Einwohnern (2013) ist sie die sechstgrößte Stadt des Landes. 
Moanda ist Standort einer der größten Manganminen der Welt. Die Manganvorkommen in der Nähe der Stadt wurden 1938 entdeckt, die kommerzielle Nutzung begann 1951. Der Transport wurde hauptsächlich durch die COMILOG-Materialseilbahn abgewickelt. Die heutige Kapazität der Mine beträgt gut drei Millionen Tonnen pro Jahr. Es wird davon ausgegangen, dass die Reserven noch weitere 60 bis 70 Jahre reichen. Moanda besitzt einen Flugplatz, zwei Krankenhäuser sowie mehrere Schulen. Außerhalb der Stadt, nördlich der Bangombe Hochebene, befindet sich der Bahnhof von Moanda, welcher von der Trans-Gabun-Eisenbahn angefahren wird. 
In der Stadt befindet sich darüber hinaus das Stade Henri Sylvoz, welches zuvörderst für Fußballspiele genutzt wird. Es ist das Stadion des 1962 gegründeten gabunischen Fußballvereins Association Sportive Mangasport (AS Mangasport). Der Verein spielt in der Championnat National D1, der höchsten Spielklasse des nationalen Fußballverbands von Gabun. 

## Persönlichkeiten
- Ephrem Ndjoni (* 1973), römisch-katholischer Geistlicher und Bischof von Franceville
- Aaron Boupendza (1996–2025), Fußballspieler

## Belege
1. ↑  www.dw-world.de